# Lijst van burgemeesters van Mook en Middelaar
Dit is een lijst van burgemeesters van de Nederlandse gemeente Mook en Middelaar in de provincie Limburg.
| Ambtsperiode | Naam burgemeester                      | Partij of stroming | Bijzonderheden                                                      |
| ------------ | -------------------------------------- | ------------------ | ------------------------------------------------------------------- |
| 1818 - 1860  | G.W. Goossens                          |                    |                                                                     |
| 1860 - 1875  | Hendrikus Cooijmans                    |                    | neef van G.W. Goossens                                              |
| 1875 - 1914  | Franciscus Gerardus Odilius Cooijmans  |                    | zoon van Hendrikus Cooijmans                                        |
| 1914 - 1946  | H.J.J. Sengers                         |                    | tevens burgemeester van Ottersum, neef van Franciscus Cooijmans     |
| 1946 - 1953  | H.G.H. de Mulder                       |                    |                                                                     |
| 1953 - 1967  | Jan (J.Th.) Hendrix                    | KVP                | werd aansluitend burgemeester van Beesel                            |
| 1967 - 1972  | E.A. Berger                            | KVP                | waarnemend, tevens burgemeester van Ottersum                        |
| 1973 - 1982  | Charles (C.L.A.M.) Hustinx             | KVP / CDA          | werd aansluitend burgemeester van Beek en Donk                      |
| 1982 - 1986  | Hans (J.A.G.) van Mierlo               | PvdA               | werd aansluitend burgemeester van Susteren                          |
| 1987 - 1995  | Corrie (C.M.) Botman-Laan              | CDA                |                                                                     |
| 1995 - 2002  | Arno (A.H.M.) Verhoeven                | PvdA               | burgemeester geworden van Bergeijk (2002) en Leudal (2007)          |
| 2002         | Henk (H.) Spoelstra                    | PvdA               | waarnemend                                                          |
| 2002 - 2007  | Ellen (C.A.M.) Hanselaar-van Loevezijn | CDA                | burgemeester van Roerdalen geworden, als opvolgster van Rob Persoon |
| 2007 - 2012  | Rob (R.J.) Persoon                     | CDA                | waarnemend                                                          |
| 2012 - 2024  | Willem (W.) Gradisen                   | PvdA               |                                                                     |
| 2024 - heden | Inge (I.M.) van Dijk                   | VVD                |                                                                     |